# 内特塔尔
内特塔尔是德国北莱茵-威斯特法伦州的一个市镇。总面积83.86平方公里，总人口41716人，其中男性20448人，女性21268人（2011年12月31日），人口密度497人/平方公里。